# 폭발

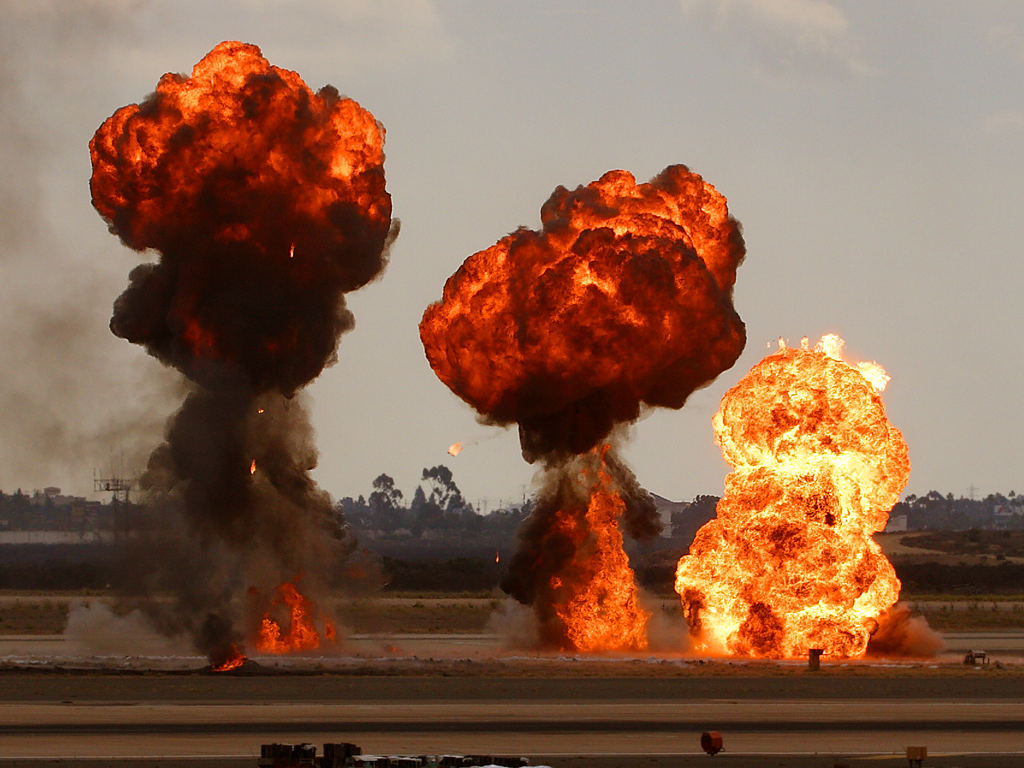
에어쇼에 떨어진 폭탄을 흉내낸 휘발유가 폭발하는 모습.

폭발(爆發)은 에너지의 부피가 극적으로 갑작스럽게 증가하면서 방출하는 것을 말하며 주로 높은 온도를 일으키며 기체를 발생시킨다. 이러한 폭발은 충격파를 만들어낸다. 폭발에 대한 더 정확한 정의는 가연성 기체 또는 액체 열의 발생속도가 일상 속도를 상회하는 현상이라 할 수 있다. 폭발의 속도는 보통 0.3m/s에서 2m/s 내외이다.
화학적 변화가 매우 빠르게 일어나면서 큰 에너지와 많은 양의 기체, 열, 빛이 동시에 나오는 반응으로, 폭파음, 화염 및 파괴작용을 일으킨다.

## 폭발의 종류

### 자연
폭발은 자연에서 흔히 일어나지는 않는다. 지구 아래에서 대부분의 자연 폭발이 화산으로부터 다양한 과정을 거치며 일어난다.

### 화학
가장 일반적인 인공 폭발은 화학적인 폭발물을 말하며 보통 많은 양의 뜨거운 기체를 만들어내는 빠르고 격렬한 산화·환원 반응을 수반한다.

### 핵
핵무기는 폭발물의 일종으로 핵분열 반응이나 핵융합으로부터 파괴력을 가져온다. 그 결과 조그마한 핵 무기일지라도 현존하는 최대 규모의 재래식 폭발물보다도 상당히 강력하며 핵무기 하나가 도시 하나를 완전하게 파괴할 만큼의 위력을 가진다.

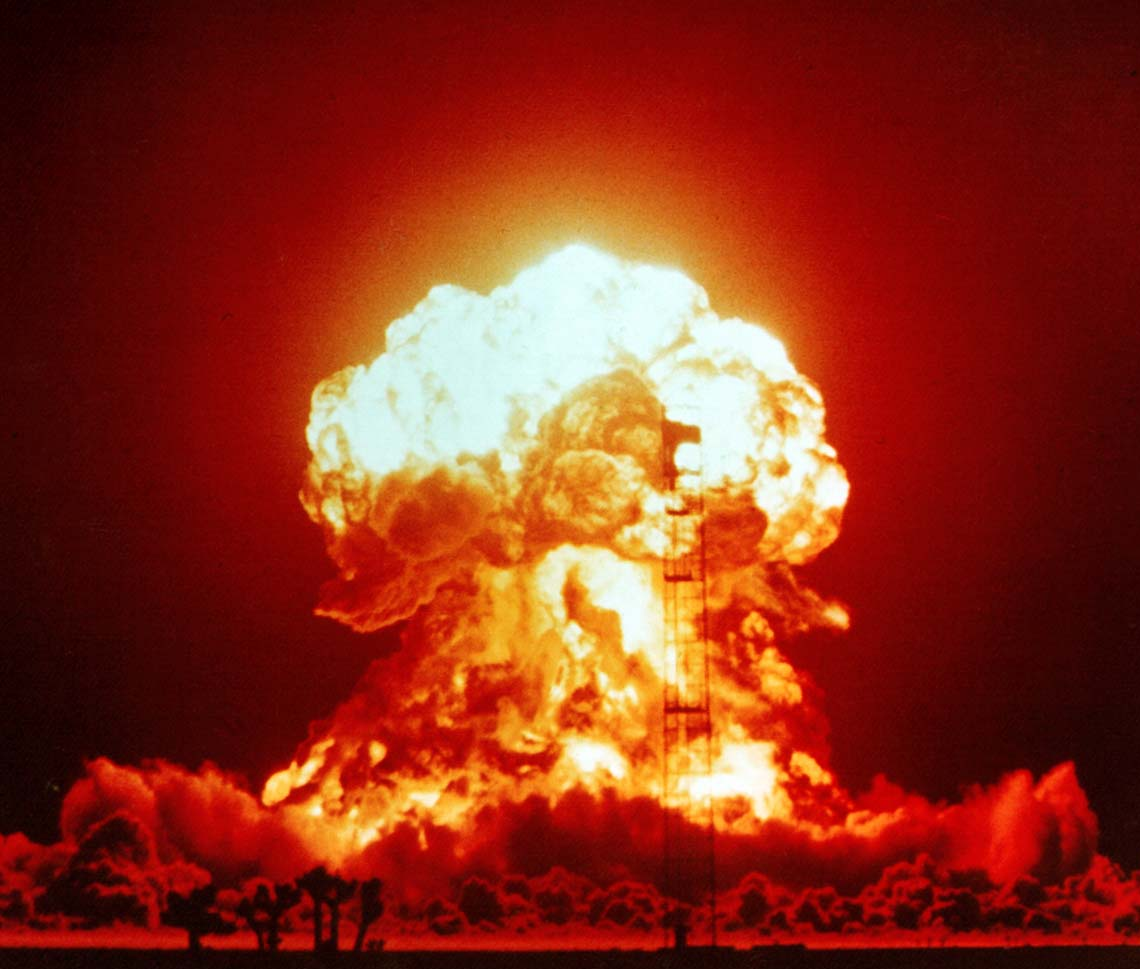

### 전기
고압의 전류가 금속 물질과 닿으면 전기 폭발을 일으킬 수 있다. 빠르게 금속 물질과 절연 물질을 증발시키는 높은 에너지의 신호로부터 만들어진다.

### 수증기
BLEVE(Boiling liquid expanding vapour explosions)는 폭발의 일종으로 부피가 빠르게 증가하면서 액체를 증발시킨다.

### 천문
태양플레어는 태양의 일반적인 폭발의 예이며 다른 대부분의 별도 이러한 폭발을 겪는 것으로 여겨진다. 이 태양플레어의 에너지 원천은 태양의 유도 플라스마의 회전에서 유래한 자기장의 혼란에서 비롯된다.

### 기계
위에 언급한 BLEVE도 기계 폭발의 일종이라고 할 수 있지만 용기의 내용물에 따라 결과가 극적으로 중대하게 될 수 있다.
보통 BLEVE은 유류및 가스화재에서 적용된다.

### 분진
탈 수 있는 물질이 작은 입자로 공기중에 일정한 밀도 이상이 되어 있을 때, 정전기나 복사열, 빛 등으로 인해 발화해 폭발한다.

## 폭발 사고
| - 체르노빌 원자력 발전소 사고 - 이리역 폭발 사고 - 콴타스 항공 32편 엔진 폭발 사고 - 사우스웨스트 항공 1380편 엔진 폭발 사고 - 타이항공 114편 폭발 사고 - 고양 저유소 유증기 폭발 사고 - 챌린저 우주왕복선 폭발 사고 - 대구 상인동 가스 폭발 사고 - 연천 예비군 훈련장 폭발 사건 - 2015년 DMZ 지뢰폭발사건 - 서울 행당동 버스 폭발 사고 - 철원 군부대 수류탄 폭발 사고 - 아현동 도시가스 폭발 사고 - 보스턴 마라톤 폭탄 테러 - 청량리 가스 폭발 사고 - 대구 대명동 가스 폭발 사고 - 량강도 폭발 사고 - 부천 LPG 충전소 폭발 사고 - 익산 충전소 가스 폭발 사고 - 룡천 열차 폭발 사고 - 롯데케미칼 대산공장 폭발 사고 - 함백탄광 폭발 사고 - 우키시마 호 침몰 사건 - 군산 경마장 폭발 사고 | - 광주 해양도시가스 폭발 사고 - 2020년 베이루트 폭발 사고 - 2015년 톈진항 폭발 사고 - 핼리팩스 대폭발 - 2014년 가오슝시 가스 폭발 사고 - 딥워터 허라이즌 폭발 사고 - 덴로쿠 가스 폭발 사고 - 로스알파케스 참사 - 2015년 방콕 폭탄 테러 - 소마 탄광 폭발 사고 - 웨스트 비료 공장 폭발 사고 - 2016년 뉴욕 및 뉴저지 폭탄 테러 - 2016년 산파블리토 시장 폭발 사고 - 선하이 고속공로 원링 대계단 탱크로리 폭발 사고 - 과달라하라 폭발 사고 - 2014년 고르니롬 폭발 사고 - 바셴하이안 폭발 사고 - 페틀라와드 폭발 사고 - 청두 시내버스 방화 사건 - 2017년 쉬저우 유치원 폭발 사고 - 2016년 타이베이 시 열차 폭발 사고 - 2016년 당양 시 폭발 사고 - 2012년 브라자빌 탄약고 폭발 사고 - 아웅산묘소 폭발 사고 - 제2경인고속도로 갈현고가교 화재 - 서울 금천구 시흥동 폭발 사고 - 화성 전지 제조공장 화재 |

## 같이 보기
- 폭발물
- 폭발 한계
- 파열
- 버섯 구름